# Christian Laborie
Pour les articles homonymes, voir Laborie.
Christian Van Duynslaeger, connu sous le pseudonyme de Christian Laborie, né à Tourcoing en 1948, est un écrivain français.

## Biographie
Après des études d’Histoire Géographie effectuées à la faculté des Lettres de Lille, il enseigne huit ans dans le Nord et le Pas de Calais avant de s’installer en 1978 dans un petit village des Cévennes.
Devenu « Cévenol de cœur », il s’inscrit dans le courant populaire de la littérature. Ses romans, profondément ancrés dans l’Histoire et au cœur de sa région d’adoption, sont habituellement des drames familiaux, et ses personnages des gens à qui les lecteurs peuvent s'identifier. Ce sont des histoires qui nous ressemblent, aime-t-il rappeler.
Auteur de grandes sagas, il dépeint la société de notre époque à travers des personnages hauts en couleur appartenant au monde rural et citadin.

## Œuvres
- L’Arbre à pain, Sayat, France, Éditions De Borée, coll. « Romans et récits du terroir », 2003, 330 p.  (ISBN 2-84494-161-3)
- Le Chemin des larmes, Sayat, France, Éditions De Borée, coll. « Romans et récits du terroir », 2004, 378 p.  (ISBN 2-84494-227-X) - Prix Mémoire d'Oc 2004[2]
- L’Appel des drailles, Sayat, France, Éditions De Borée, coll. « Romans et récits du terroir », 2004, 429 p.  (ISBN 2-84494-263-6)
- Les Drailles oubliées, Sayat, France, Éditions De Borée, coll. « Romans et récits du terroir », 2005, 426 p.  (ISBN 2-84494-335-7)
- Le Secret des Terres blanches, Sayat, France, Éditions De Borée, coll. « Romans du terroir », 2006, 371 p.  (ISBN 2-84494-436-1)
- L’Arbre d’or. La Saga cévenole, Sayat, France, Éditions De Borée, coll. « Romans et récits du terroir », 2007, 528 p.  (ISBN 2-7441-9625-8)
- Le Saut du Loup, Sayat, France, Éditions De Borée, coll. « Romans et récits du terroir », 2008, 381 p.  (ISBN 978-2-84494-794-9)
- L’Arbre à palabres, Colomars, France, Éditions Melis, 2009  (ISBN 978-2352100430)
- Les Sarments de la colère, Sayat, France, Éditions De Borée, coll. « Romans et récits du terroir », 2009, 471 p.  (ISBN 978-2-84494-996-7)
- Les Bonheurs de Céline, Sayat, France, Éditions De Borée, coll. « Romans et récits du terroir », 2010, 314 p.  (ISBN 978-2-8129-0188-1)[3]
- Les Hauts de Bellecoste, Sayat, France, Éditions De Borée, coll. « Romans et récits du terroir », 2011, 434 p.  (ISBN 978-2-8129-0369-4)
- Le Brouillard de l’aube, Sayat, France, Éditions De Borée, coll. « Romans et récits du terroir », 2011, 378 p.  (ISBN 978-2-8129-0307-6)
- Terres noires, Sayat, France, Éditions De Borée, coll. « Romans et récits du terroir », 2011, 463 p.  (ISBN 978-2-8129-0577-3)
- Les Rives blanches, Paris, Les Presses de la Cité, coll. « Terres de France », 2013, 450 p.  (ISBN 978-2-258-10191-3) - Prix Cabri d’or de l'Académie cévenole 2013[4],[5]
- Les Rochefort , Paris, Les Presses de la Cité, coll. « Terres de France », 2014, 624 p.  (ISBN 978-2-258-09437-6)
- L’Enfant rebelle, Paris, Les Presses de la Cité, coll. « Terres de France », 2015, 512 p.  (ISBN 978-2-258-106277)
- Le Goût du Soleil , Paris, Les Presses de la Cité, coll. « Terres de France », 2016, 440 p.  (ISBN 978-2-258-11759-4)
- La Promesse à Élise, Paris, Les Presses de la Cité, coll. « Terres de France », 2017, 380 p. (ISBN 978-2-258-13321-1)
- L'héritier du secret , Paris, Les Presses de la Cité, coll. « Terres de France », 2018, 567 p. (ISBN 978-225-814263-3)
- Dans les yeux d’Ana, Paris. Les Presses de la cité, coll. « Terres de France », 2019, 557 p.  (ISBN 978-2-258-14733-1)
- Les enfants de Val Fleuri, Paris. Les Presses de la cité, coll. « Terres de France », 2020, 601 p.  (ISBN 978-2-258-15334-9)
- Les Fiancés de l'été Tome 1, Paris, Les Presses de la cité, coll. « Terres de France », 2021, 464 p.  (ISBN 978-2-258-16335-5)
- Les Fiancés de l'été Tome 2 : Le Retour d'Ariane, Paris, Les Presses de la cité, coll. « Terres de France », 2022, 432 p.  (ISBN 978-2-258-19287-4)
- Les naufragés du déluge, Paris, Paris, Les Presses de la cité, coll. «Terres de France», 2022, 304 p.  (ISBN 978-2258192737)
- À l'ombre des souvenirs interdits, Paris, Les Presses de la cité, coll. «Terres de France» 2023 , 544p.  (ISBN 9782258196070)
- Les couleurs de l'oubli, Paris, Les Presses de la cité, coll. «Terres de France» 2024, 480 p.  (ISBN 9782258202047)